# St. Josef (Wehrden)

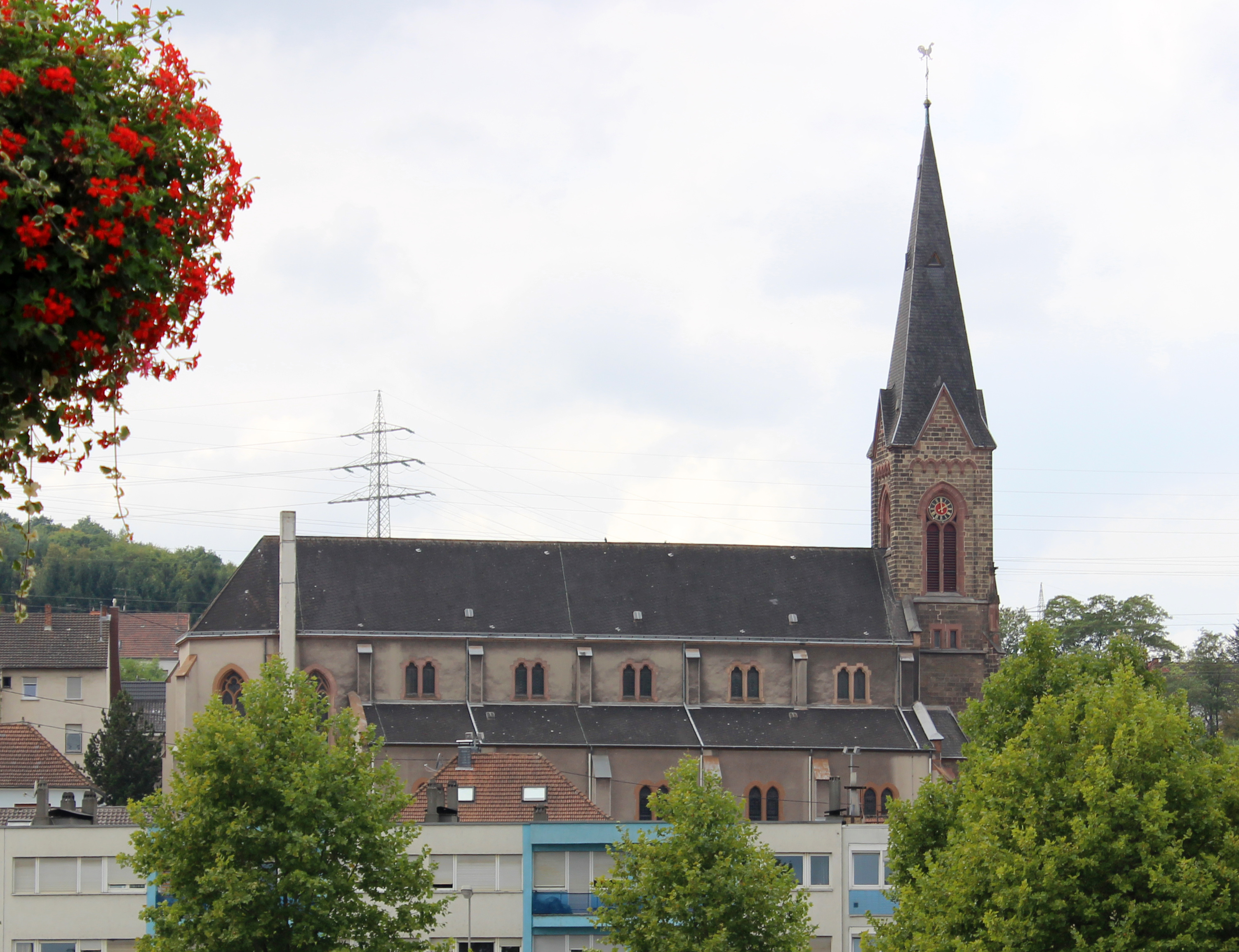
Die Pfarrkirche St. Josef in Völklingen-Wehrden

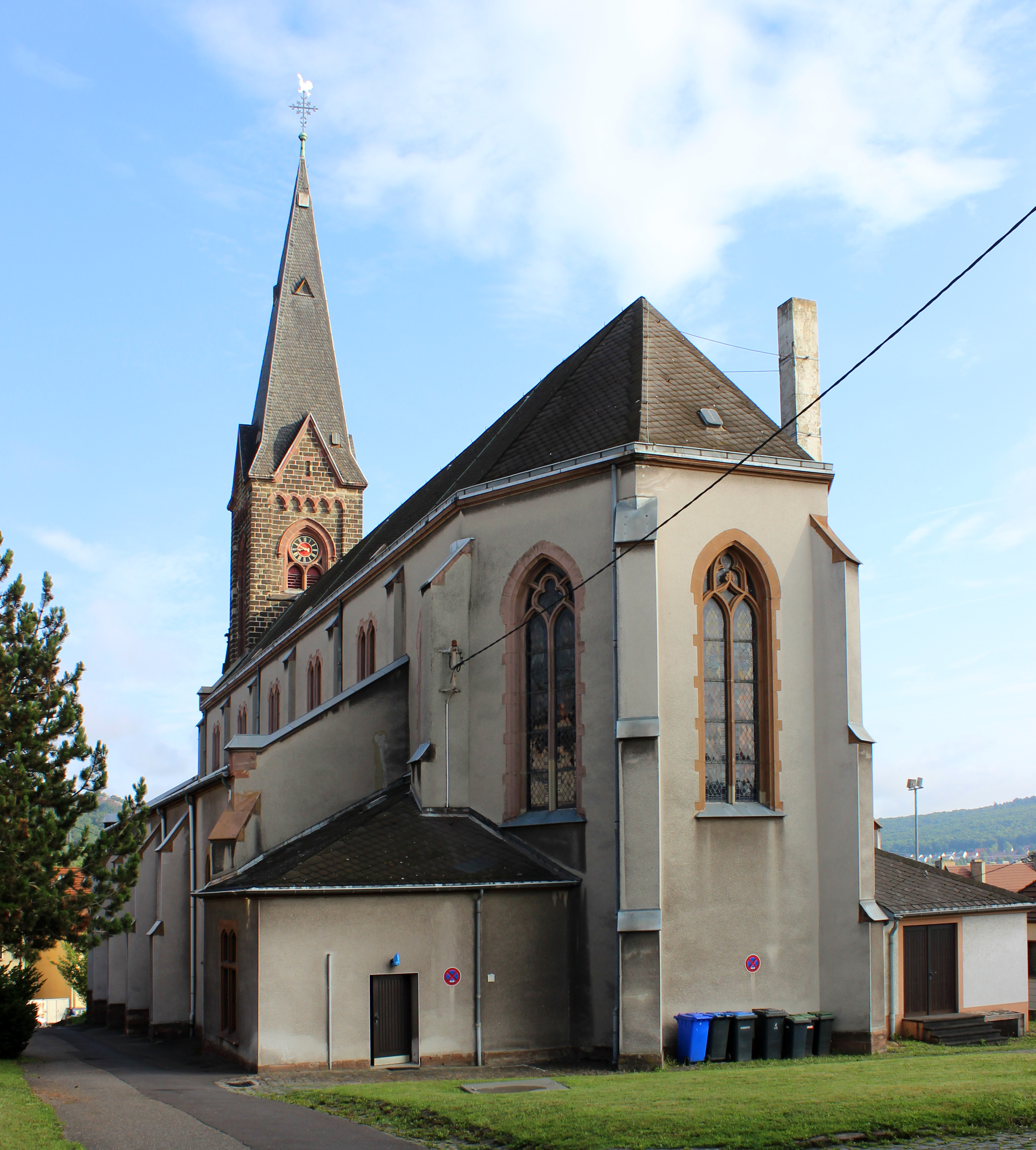
Weitere Ansicht der Kirche

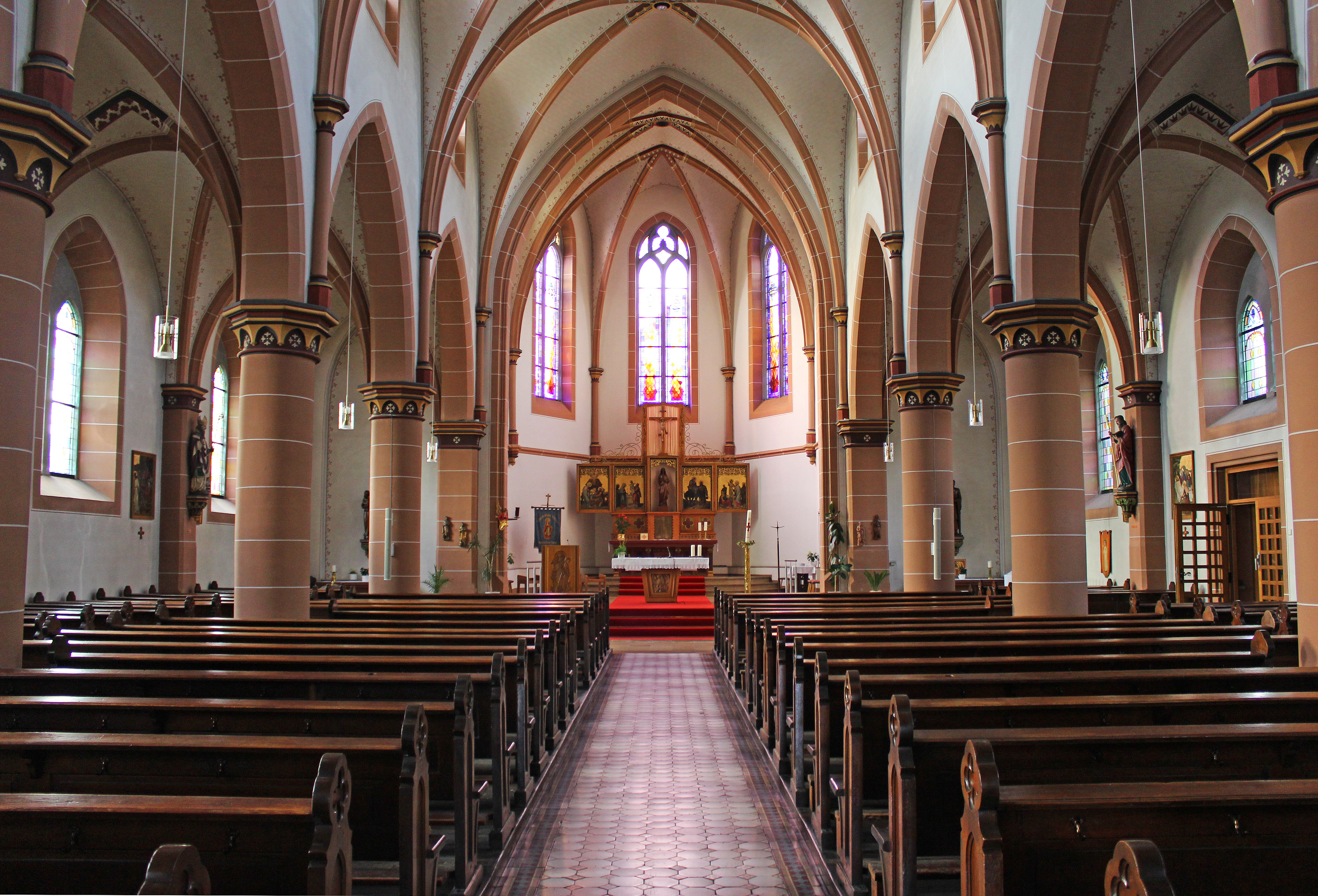
Blick ins Innere der Kirche

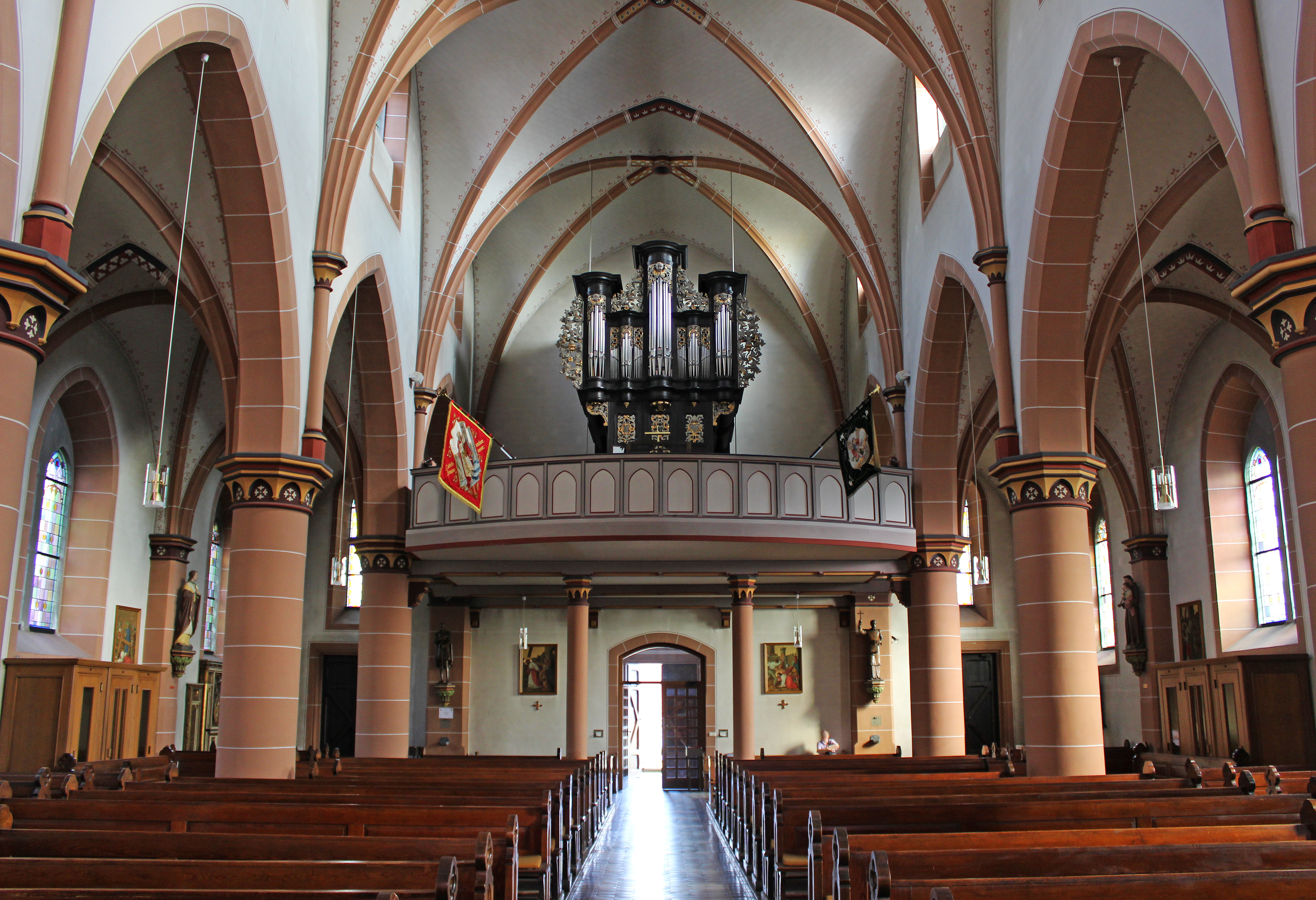
Blick zur Orgelempore

Die Kirche St. Josef ist eine dem heiligen Josef von Nazaret gewidmete römisch-katholische Pfarrkirche in Wehrden, einem Stadtteil von Völklingen im Saarland. In der Denkmalliste des Saarlandes ist die Kirche als Einzeldenkmal aufgeführt.

## Geschichte
Im Jahr 1894 wurde in Wehrden, das zur katholischen Pfarrgemeinde St. Eligius Völklingen gehörte, ein Kirchenbauverein mit dem Ziel gegründet, Geldmittel für den Bau einer eigenen Kirche zu beschaffen. In den Jahren 1897 bis 1899 erfolgte der Bau der Kirche nach Plänen des Architekten Wilhelm Hector (Saarbrücken-St. Johann). Am 9. Mai 1903 fand die feierliche Konsekration der neu errichteten Kirche durch den damaligen Trierer Bischof Michael Felix Korum statt.
Am 19. März 1906 wurde Wehrden von der Völklinger Mutterpfarrei abgetrennt und zur selbstständigen Pfarrei erhoben.
In den Jahren 1945 bis 1950 wurde die Kirche einer Restaurierung unterzogen. Von 1960 bis 1965 fanden im Altarraum Umbauarbeiten statt. Im Jahr 1972 erfolgte der Neubau der Kirchenheizung, und im Jahr 1982 wurde die Treppenanlage vor der Kirche erneuert. Im Jahr 1988 wurde der Innenraum des Sakralbaus renoviert, die Heiligenfiguren restauriert, sowie der Altarraum erweitert. In den Jahren 1998 bis 1999 und im Jahr 2007 Jahren wurde das Gotteshaus erneut Restaurierungsarbeiten unterzogen. Letztere wurden von der Firma Quint (Riegelsberg) ausgeführt.
Seit dem Jahr 2009 befindet sich an der Kirche eine Außenbeleuchtung, die im Rahmen des „Masterplans Licht“ angebracht wurde. Andreas Thiel und Peter Schütz vom Büro für Lichtgestaltung (Saarbrücken) zeichneten für die Ausführung verantwortlich.

## Architektur und Ausstattung
Das Kirchengebäude wurde als dreischiffige Basilika im Stil der Neugotik errichtet und gliedert sich in den Turm mit Spitzhelm, das Langhaus und den fünfseitigen polygonal abschließenden Chor. Das Langhaus selbst ist nochmals in fünf Joche untergliedert, deren Decken von vierteiligen Kreuzrippengewölben gebildet werden.
Zur Ausstattung der Kirche gehören im Altarraum ein Zelebrationsaltar und ein Ambo, die im Jahr 1965 von dem Bildschnitzer Heribert Müller (Geislautern) aus Holz angefertigt wurden. Im Altarraum befindet sich auch der Hochaltar, ein hölzerner Klappaltar, der im aufgeklappten Zustand mit der Geburt Christi, Jesu Opferung im Tempel, der Flucht nach Ägypten und der Wiederfindung vier Motive aus der Kindheit Jesu zeigt. Wenn die beiden die Seitenflügel umgeschlagen werden, sind zwei alttestamentliche Bilder zu sehen, die Motive aus dem Leben Abrahams zeigen. Bei der Neugestaltung des Altarraums im Jahr 2000 wurden von Künstler Horst Rams und Bildhauer-Meister Gordon Schnur auch Altar, Ambo und Tabernakel miteinbezogen.
Weiterer Ausstattungsgegenstand ist der Taufstein aus dem Jahr 1672, der sich bis zum Ende des Zweiten Weltkrieges im Pfarrgarten befand und als Vogeltränke diente. Er wurde im Zuge der Restaurierung von 1945 bis 1950 wiederhergestellt und ist seitdem wieder als Taufstein in Gebrauch. Erwähnenswert sind auch acht aus Terrakotta gefertigte Figuren, die nach dem Zweiten Vatikanischen Konzil übermalt, aber inzwischen wiederhergestellt wurden. Sie zeigen auf der rechten Seite die Heiligen Aloisius von Gonzaga, Johannes der Täufer, Katharina von Alexandrien und Judas Thaddäus, sowie auf der linken Seite die Heiligen Antonius von Padua, Barbara von Nikomedien, Elisabeth von Thüringen und Nikolaus von Myra.
Im hinteren Teil des Kircheninneren ist an der Wand ein holzgeschnitztes, filigranes Denkmal für die Gefallenen und Vermissten des Ersten Weltkrieges angebracht. Die Seitenaltäre und der Kreuzweg, die im Zuge des Zweiten Vaticanums übergipst worden waren, wurden später nach und nach wiederhergestellt. Die im Jahr 1979 entstandene Weihnachtskrippe stammt von Hobby-Künstler Eduard Schreiner (Wehrden).

## Orgel

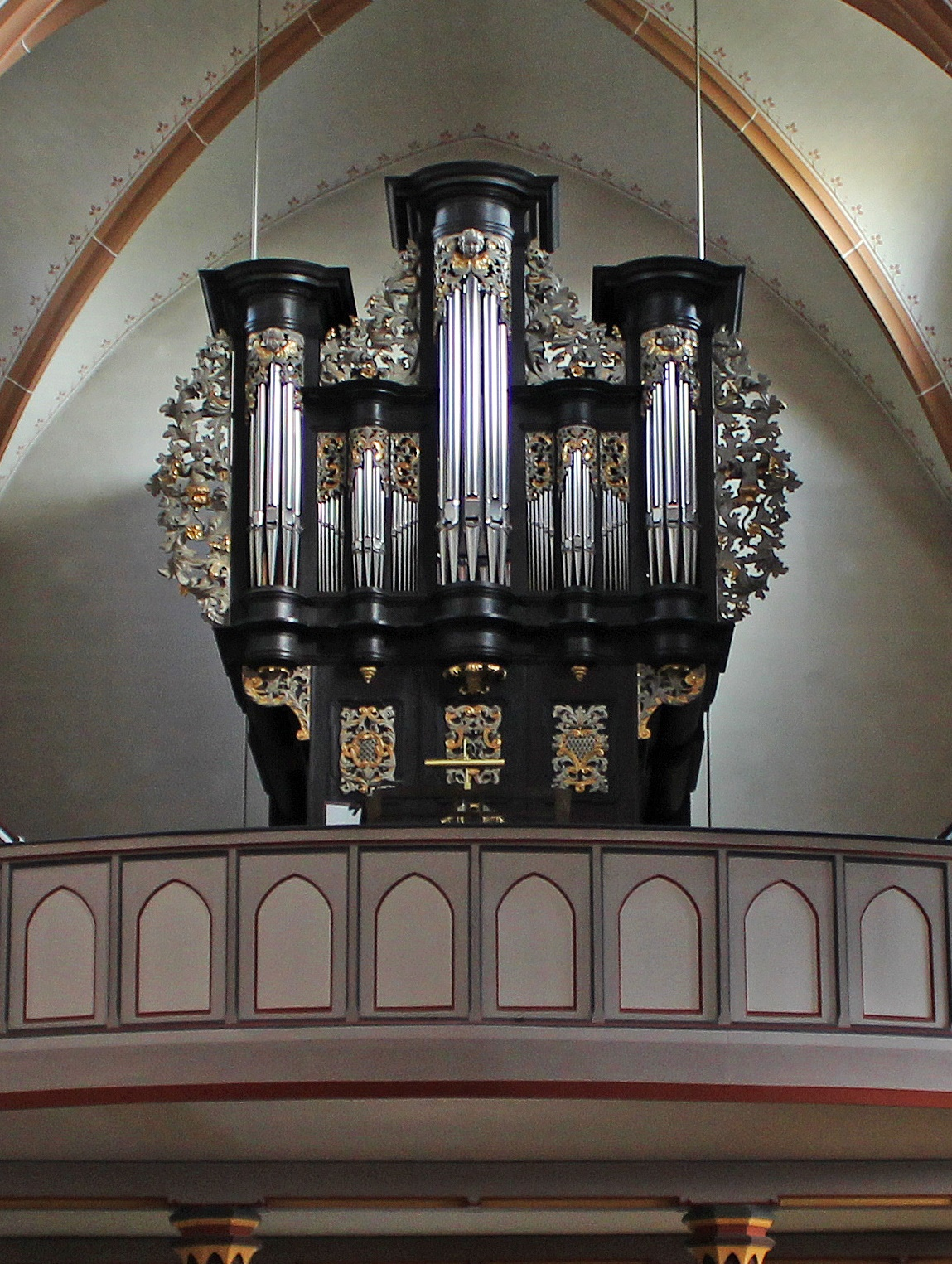
Orgelgehäuse von Michael Stumm (1729)

Die Gemeinde erwarb 1905 die Barockorgel, die Johann Michael Stumm 1729 für das Agnetenkloster in Trier gebaut und die nach dessen Auflösung auf dem Gesangschor im Trierer Dom Aufstellung gefunden hatte. Edmond Alexandre Roethinger aus Straßburg erstellte 1930 in dem Gehäuse eine neue Orgel. Beim Neubau der Orgel 1995 durch die Firma Hugo Mayer Orgelbau (Heusweiler) wurden das Gehäuse von Stumm und Teile des Pfeifenwerks von Roethinger wiederverwendet.
Das Schleifladen-Instrument verfügt über 22 Register, verteilt auf 2 Manuale und Pedal. Die Spieltraktur ist mechanisch, die Registertraktur elektrisch. Die Disposition lautet wie folgt:
| I Hauptwerk C–g3 |             |     |
| 1.               | Bourdon     | 16′ |
| 2.               | Principal   | 8′  |
| 3.               | Bourdon     | 8′  |
| 4.               | Octave      | 4′  |
| 5.               | Rohrflöte   | 4′  |
| 6.               | Waldflöte   | 2′  |
| 7.               | Mixtur IV–V |     |
| 8.               | Trompete    | 8′  |

| II Schwellwerk C–g3 |                 |        |
| 9.                  | Geigenprincipal | 8′     |
| 10.                 | Harmonieflöte   | 8′     |
| 11.                 | Salicional      | 8′     |
| 12.                 | Vox coelestis   | 8′     |
| 13.                 | Pastoralflöte   | 4′     |
| 14.                 | Nazard          | 2 ⁄3′  |
| 15.                 | Principal       | 2′     |
| 16.                 | Terzflöte       | 1 3⁄5′ |
| 17.                 | Oboe            | 8′     |
|                     | Tremulant       |        |

| Pedal C–f1 |            |     |
| 18.        | Principal  | 16′ |
| 19.        | Subbass    | 16′ |
| 20.        | Offenbass  | 8′  |
| 21.        | Choralbass | 4′  |
| 22.        | Posaune    | 16′ |

- Koppeln: II/I, I/P, II/P
- Spielhilfen: zwei freie Kombinationen

## Glocken
Die drei ersten Glocken der Kirche mussten während des Ersten Weltkrieges im Jahr 1917 zu Kriegszwecken abgegeben werden. Bereits im Jahr 1922 konnten trotz Inflation drei neue Glocken angeschafft werden, von denen aber im Jahr 1942 im Zweiten Weltkrieg die beiden größten wieder zu Kriegszwecken abgegeben werden mussten. Im Jahr 1954 erhielt die Kirche vier neue Glocken.